# United Kingdom Accreditation Service
Der United Kingdom Accreditation Service (UKAS) ist ein Zusammenschluss von Kalibrierlaboratorien in Industrieunternehmen, Prüfinstitutionen, technischen Behörden usw. Aufgabe des UKAS ist die metrologische Qualitätssicherung. Er besteht seit 1995 und ist das britische Pendant zur Deutschen Akkreditierungsstelle.